# Die Hupe – Eine Schülerzeitung
Die Hupe – Eine Schülerzeitung ist eine dreizehnteilige deutsche Vorabendserie aus dem Jahr 1969. Sie lief in allen Vorabendprogrammen der ARD.

## Handlung
Die Serie erzählt die Geschichte einer Schülerzeitung und drei ihrer Redakteure. Dabei entspricht jede Folge der Serie einer Ausgabe der Zeitung. Die drei Redakteure Konni, Olaf und Herbert greifen mit ihrer Zeitung dabei nicht nur Themen aus ihrer Schule, sondern auch allgemeine Jugendprobleme (z. B. Schülerschwangerschaft) auf und weisen auf Missstände hin. Dabei geraten sie ständig in Konflikt mit ihren Lehrern und Eltern.

## Episoden
1. 95 Mark
2. Abseits
3. ...und stinken tut es doch.
4. Bürger lasst das Baden sein.
5. Viele falsche Töne
6. Auf Biegen und Brechen
7. Dreizehn senkrecht
8. Eine echte Sauerei
9. Von Paukern und Moneten
10. Bis zu jenem fernen Tage
11. Reizklima
12. Deutschland, wir kommen
13. Hasch macht dumm

## Drehort
Gedreht wurde am Albert-Schweitzer-Gymnasium und am Geschwister-Scholl-Gymnasium und verschiedenen Orten in Marl.

## Sonstiges
Unüblich für eine Vorabendserie wurde eine Vielzahl von bekannten Schauspielern engagiert.